# Verwonding

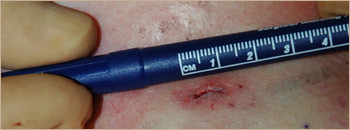
Een verwonding ontstaan door een operatie

Een verwonding (ook: trauma [meervoud: traumata] of letsel) is in de chirurgie een onderbreking van de continuïteit van een weefsel, bijvoorbeeld de huid of een bot, meestal door inwerking van uitwendige invloeden (bijvoorbeeld een val of vuur).
Een wond of vulnus is meer specifiek een onderbreking van de continuïteit van de huid. Aangezien de huid een eerste barrière is van het immuunsysteem, kan doorbreking hiervan leiden tot wondinfectie.
De mate en de ernst van een verwonding wordt onder andere bepaald door de kracht waarmee het lichaam in aanraking komt met een voorwerp van buiten af, de vorm van het externe voorwerp en de gesteldheid van de getroffene (een bejaarde heeft brozere botten en kan bijgevolg bij een gewone val makkelijker een heup breken).
Voor de behandeling van patiënten in een trauma-afdeling is in Nederland in 1995 het ATLS-protocol ingevoerd.

## Typen verwonding
Er worden verschillende soorten verwondingen onderscheiden, al naargelang hun oorzaak:  
Scherpe verwondingWordt veroorzaakt door het binnendringen van het lichaam door een voorwerp, bijvoorbeeld een gebroken glas of een mes bij een vechtpartij.
Stompe verwondingWordt meestal veroorzaakt door een val, aanrijding, vuistslag of iets dergelijks, waarbij de huid intact blijft, maar onderhuids een kneuzing of bloeding ontstaat.
Schaafwond/abrasieEen schaafwond is een verwonding waarbij ten minste de opperhuid geheel of gedeeltelijk is weggeschaafd door wrijving met bijvoorbeeld de straat bij een val.
VerstuikingEen verstuiking is een verwonding waarbij een gewricht verder draait dan mogelijk is, resulterend in een verrekking/scheuring van de gewrichtsbanden, of een verrekking als een spier/pees te ver wordt gestrekt, met een gescheurde spier/pees als gevolg. Het verschil tussen een botbreuk, scheur in de gewrichtsbanden of een verrekte spier is soms moeilijk te bepalen.
FractuurBij een fractuur of botbreuk is een bot ingescheurd of doorgebroken.
RuptuurScheuring van een pees, band of spier.
BrandwondAantasting van de huid door hoge temperatuur of bijtende stoffen.

## Wondinfectie
Bij open wonden bestaat het risico van een bacteriële infectie, meestal door stafylokokken of streptokokken. Bijtwonden zijn meestal door zeer veel verschillende bacteriën gecontamineerd. Mensenbeten zijn gevaarlijker dan kattenbeten en die zijn weer gevaarlijker dan hondenbeten.

### Tetanus
Infectie met de bacterie Clostridium tetani kan tetanus (wondklem of kaakklem) veroorzaken bij mensen die hiertegen niet of niet voldoende zijn gevaccineerd. Dit is een uiterst zeldzame maar zeer ernstige complicatie. Om dit tegen te gaan kan een tetanusvaccinatie worden gegeven, eventueel bij sterk gecontamineerde wonden samen met antitetanus immunoglobuline, een preparaat dat wordt vervaardigd uit bloed. Het gebruik van deze preparaten (profylaxe van tetanus) is in protocollen vastgelegd. Tetanus is door het consequent uitvoeren van deze profylaxeprotocollen in Nederland een zeer zeldzame ziekte (zo'n 5 gevallen per jaar). De kans op infectie met tetanus is groter bij besmetting met straatvuil, met name paardenmest en roestige spijkers zijn berucht.

### Andere infecties
Als het lichaam, en dan met name open wonden of de slijmvliezen, in aanraking komt met bloed van een andere persoon bestaat het risico van een besmetting met sommige virussen (hepatitis B, hepatitis C en hiv) als deze een van deze virussen in zijn/haar bloed heeft. Men noemt dit risicovolle infecties door verwondingen. Dit treedt niet op bij contact van bloed met een intacte huid.
Risocovolle infectie kan optreden bij verwondingen waarbij bloed vloeit van meerdere personen, en waarbij één persoon met besmet bloed van de ander in aanraking komt. Andere manieren waarop zo'n infectie kan optreden zijn:
- prikken met gebruikte naalden;
- tot bloedens toe gebeten worden;
- bloed van de drager in een open wond bij de verwonde;
- beademen van een slachtoffer door een drager of vice versa, zonder een mondstuk te gebruiken.

## Principes van wondbehandeling
Grotere wonden worden meestal door een chirurg behandeld. Gestreefd wordt naar:
- stelping van bloedverlies;
- verkleining van het infectierisico, door schoonmaken van de wond, het verwijderen van vreemd materiaal en van dood weefsel dat geen bloedvoorziening meer heeft (debridement);
- herstel van de normale anatomische verhoudingen, door delen die door het geweld van elkaar gescheiden zijn weer aan elkaar te hechten;
- eventueel fixatie van het bereikte resultaat.

Vaak kan dit resultaat al bereikt worden met een pleister of ander verband; als er echter pezen en/of zenuwen door zijn gesneden zal meestal worden getracht deze weer aan elkaar te hechten.
Bij sterk gecontamineerde wonden is het infectierisico vaak zo groot dat men niet meteen zal willen hechten.